# Linea D (metropolitana di Lione)
La linea D è una linea della metropolitana di Lione che collega la città da nord-est, con capolinea presso Gare de Vaise, a sud, con capolinea Gare de Vénissieux. È l'unica delle quattro linee della rete ad essere completamente automatizzata e al momento dell'apertura, avvenuta il 4 settembre 1991, fu la prima linea metropolitana automatizzata realizzata in Francia.
È la più trafficata delle linee della rete, trasportando ogni gironi circa 296 595 passeggeri e annualmente ben 76 268 333. A differenza delle altre metropolitane automatiche del mondo, le stazioni non sono dotate di porte di banchina, i treni usano infatti sensori a infrarossi per individuare eventuali ostruzioni sui binari. Questa caratteristica è condivisa con la sola metropolitana di Norimberga.

## Cronologia
- 4 settembre 1991: apertura della tratta Gorge de Loup-Grange Blanche, effettuata con guida manuale;[1]
- 31 agosto 1992: inizio del servizio automatico della linea;
- 11 dicembre 1992: apertura del prolungamento da Grange Blanche a Gare de Vénissieux;[1]
- 28 aprile 1997: apertura del prolungamento da Gorge de Loup a Gare de Vaise;[1]
- settembre 2008: entrata in servizio del primo treno sottoposto a revamping.

## Stazioni
- Gare de Vaise
- Valmy
- Gorge de Loup
- Vieux Lyon - Cathédrale Saint-Jean
- Bellecour
- Guillotière - Gabriel Péri
- Saxe - Gambetta
- Garibaldi
- Sans Souci
- Monplaisir-Lumière
- Grange Blanche
- Laënnec
- Mermoz-Pinel
- Parilly
- Gare de Vénissieux